# آلگورفا
آلگورفا (به اسپانیایی: Algorfa) دهستانی در استان آلیکانتهٔ Spain است.
در این دهستان ۴٬۱۲۵ نفر زندگی می‌کنند. مساحت این دهستان ۱۸٫۳۶ کیلومتر مربع است.